# José Antonio Viera-Gallo
 (novembre 2020).
Si vous disposez d'ouvrages ou d'articles de référence ou si vous connaissez des sites web de qualité traitant du thème abordé ici, merci de compléter l'article en donnant les références utiles à sa vérifiabilité et en les liant à la section « Notes et références ».
José Antonio Viera-Gallo Quesney (né à Santiago le 2 décembre 1943) est un avocat et un politicien chilien du Parti socialiste du Chili, ministre du Secrétariat Général de la Présidence dans le gouvernement de Michelle Bachelet.

## Biographie

### Études
Né en 1943, ses études secondaires se sont réalisées à l'Institut Salesiano de Valdivia, à l’école Sarment de Buenos Aires, Argentine, au Collège du Verbe Divin, Santiago ; chez les Frères de la Salle en République dominicaine et chez les Frères Maristes, à Lima, au Pérou. Il a complété son éducation secondaire avec des études libres au Portugal et en France. En 1960, il obtient en Santiago le titre de bachelier de l'université pontificale catholique du Chili. Entre les années 1966 et 1968, il effectue des études de postgraduate à l'Institut latino-américain de Doctrine et d’Études Sociales (Ilades) en se spécialisant en Sciences politiques. Il parle l’italien, l’anglais, le français et le portugais.

### Activités
Il fut professeur de Théorie politique à la Pontificale Université Catholique du Chili et chercheur d'Ilades et du Centre d'Études de la Réalité Nationale (Ceren). Il fut sous-secrétaire de Justice pendant la présidence de Salvador Allende.
Après le coup militaire de 1973, il fut exilé et se réfugia en Italie. Dans ce pays, il a fondé la revue d'opinion Le Chili - Amérique publiée à Rome. Il fut aussi consultant de l'UNESCO, la FAO et du Conseil Mondial des Églises. Il fut en outre secrétaire général adjoint de l'International Documentation Center IDOC, à Rome. Il a intégré le Conseil Directeur de HUIRIDOCS (Système Information et Documentation sur les Droits Humains, à Oslo, en Norvège).
Après son retour au Chili, il a été dirigeant du Parti pour la Démocratie et du Parti Socialiste. Il a pris part comme représentant de la Concertation des partis pour la démocratie durant la Commission Technique de Réformes Constitutionnelles. Entre 1983 et 2001, il fut directeur du Centre d'Études Sociales CESOC. Il fut intégrant de la direction de l'Université de Conception pour deux périodes. Il est membre du Comité Central du Parti Socialiste.

### Activité Parlementaire
Chambre de Députés : il a été délégué pour les périodes législatives 1990-1994, et 1994-1998. Entre le 11 mars 1990 et le 21 juillet 1993, il a été président de la Chambre des Députés. Il fut membre des commissions permanentes du Régime interne, de Constitution, de législation, de Justice et de la commission de Défense de la Chambre des Députés. Il fut chef du banc de députés socialistes.
Sénat : entre 1998 et 2004, il fut sénateur pour la Circonscription numéro 12, Huitième Région Nord, Conception. Il a été membre de la Commission de la Constitution, de Législation, de la Justice et des règlements. Il a présidé la Commission des Droits Humains, Nationaux, de la Citoyenneté et membre de la Commission de Santé du Sénat. Durant les élections internes du Parti Socialiste de 2004, il fut battu par le député Alejandro Navarro Brain, celui que les résultats ont élu sénateur.

### Autres activités
En 2006, il a créé la Corporación ProyectAmérica qu’il définit comme "un centre de dialogue ancré dans la société civile, consacré aux débats et à la diffusion d’idées sur le développement du Chili et de l’Amérique latine,la qualité de sa politique et les modalités de son insertion dans le monde global".
En juillet 2007, il est nommé par la présidente Michelle Bachelet comme représentant de l'équipement consultatif de la Sécurité civile du gouvernement.

### Activité ministérielle
Le 27 mars 2007, il assume le rôle de ministre secrétaire général de la Présidence de Michelle Bachelet, en remplacement de Paulina Veloso.

## Famille
Il est marié avec María Teresa Chadwick, secrétaire exécutive du Conseil national pour le contrôle des stupéfiants et est le beau-frère du sénateur Andrés Chadwick Piñera. Il a trois filles : Manuela Viera-Gallo, artiste plasticienne renommée ; Maria Jose Viera-Gallo, auteur ; et Teresa Viera-Gallo, artiste audiovisuelle.

## Publications
1. "Investigaciones para un estudio de la Revolución en América Latina"
2. "La trampa de la Seguridad, Carrera Armamentista y Desarme"
3. "Chile: Un Nuevo Camino"
4. "11 de septiembre, la Pausa de la Razón"
5. "Se abre la Sesión"